# Costituzione dell'Estonia
La Costituzione dell'Estonia (Eesti Vabariigi põhiseadus) è la legge fondamentale della Repubblica d'Estonia, e stabilisce l'ordinamento dello Stato, diritti, doveri e libertà dei suoi cittadini, come è d'uso in una repubblica parlamentare e democratica, in cui il potere supremo è nelle mani dei suoi cittadini.
La prima Costituzione fu adottata il 15 giugno 1920 in un'"Assemblea Costituente Estone", liberamente eletta ed andò in esecuzione dal 21 dicembre 1920.
Una seconda Costituzione fu adottata il 24 gennaio 1934 a seguito del referendum del 1933, e rimase in forza finché una terza costituzione venne promulgata il 1º gennaio 1938.
La terza Costituzione rimase in forza, de facto, fino al 16 giugno 1940 quando i sovietici occuparono l'Estonia, e de jure fino al 28 giugno 1992, quando fu sostituita dall'attuale.
La quarta ed attuale Costituzione della Repubblica dell'Estonia, venne adottata attraverso un referendum popolare il 28 giugno 1992.

## Storia

### La prima Costituzione (1920 - 1933)
La prima Costituzione fu il riflesso dell'idea di sovranità nazionale dettata dall'ideale di Jean Jacques Rousseau. Il potere fu suddiviso tra giudiziario, esecutivo e il legislativo secondo i principi di Montesquieu. La costituzione forniva un alto grado di iniziative pubbliche e referendarie. Nonostante la Costituzione fosse modellata sugli ideali di Montesquieu, esisteva un certo squilibrio con l'unica camera del Riigikogu, che esercitava un potere eccessivo rispetto all'esecutivo e a quello giudiziario, aprendo una certa instabilità e frequenti cambi di governo. Il Capo di Stato ed il Primo ministro convergevano in un'unica figura chiamata: Anziano dello Stato (Riigivanem).

### La seconda Costituzione (1934 - 1938)
A seguito della percepibile instabilità governativa, vi furono numerosi tentativi per riscrivere la Costituzione, compreso anche un referendum tenuto nel 1932 per considerare due disegni di legge costituzionali differenti. Entrambi i disegni furono rifiutati, e comunque un terzo disegno proposto dalla Lega dei Populisti e dei Veterani della Guerra d'indipendenza estone (VAPS) fu adottato con un referendum nel 1933 e venne in forza il 24 gennaio del 1934. Questa seconda Costituzione stabiliva un ordine dello Stato maggiormente autoritario, sulla scia di quanto stava già avvenendo in altre parti dell'Europa, venne introdotto un Capo di Stato esecutivo ed il Riigikogu (Parlamento) venne drasticamente ridotto in misura e potere. Fu stabilita una nuova figura Presidenziale con pieni poteri, che avrebbe potuto esercitare poteri supremi attraverso decreti presidenziali che assumevano forza di legge. Al fine di prevenire che il Movimento dei VAPS arrivasse al potere con questa nuova Costituzione, Konstantin Päts (che era stato eletto Capo di Stato con questa nuova Costituzione) prese il potere con un Colpo di Stato senza spargimenti di sangue, il 12 marzo 1934. Sospendendo l'esistente costituzione Päts, nominandosi Protettore dello Stato iniziò a stilare il progetto di una nuova terza Costituzione.

### La terza Costituzione (de facto1938 - 1940,de jurefino al 1992)
La terza Costituzione fu approvata il 1º gennaio 1938. Vide la creazione di un'Assemblea Nazionale bicamerale, consistente in Camera dei Deputati, come prima Camera e Assemblea Nazionale, come seconda camera. Il ruolo dell'Assemblea Nazionale era di rivedere e ratificare la legislazione proveniente dalla Camera dei Deputati. Consisteva in rappresentanti eletti dall'autogoverno locale e vocazionale, e dagli alti ufficiali; mentre la Camera dei Deputati era direttamente eletta dal popolo. Per questo si parlò di un sistema di semi-democrazia. Un'altra novità di cambiamento, comparata alla Costituzione del 1934, fu che il Presidente non veniva eletto direttamente dal popolo ma da un Collegio Elettorale, consistente in entrambe le Camere dell'Assemblea dello Stato e i rappresentanti dell'autogoverno locale.
[Una Costituzione di stampo tipicamente Sovietico fu introdotta con l'occupazione militare il 25 agosto 1940. Venne poi sostituita dalla Costituzione sovietica della RSS Estone, nel 1978. Le Costituzioni sovietiche non vennero mai riconosciute come legittime dall'Estonia, né dalla maggior parte degli Stati alleati occidentali].
La Terza Costituzione rimase in essere de jure fino al 1992.

### La quarta Costituzione (1992 - presente)
L'attuale Costituzione fu promulgata dopo un referendum il 28 giugno 1992 ed incorpora elementi delle costituzioni precedenti, sia quella del 1920, che quella del 1938. Mentre conserva la figura di Presidente della Repubblica dell'Estonia del 1938, essa riprende il modello unicamerale Parlamentare, che era alla base della Costituzione del 1920. Essa ha come fondamentale il principio di continuità con lo Stato indipendente estone precedente al 1940, e restituisce le basi per la sovrana indipendenza dell'Estonia.

## Composizione
La costituzione contiene un preambolo e diversi capitoli. Il "Preambolo" della corrente Costituzione dell'Estonia recita:
(Preambolo della Costituzione estone)

### Capitoli
La corrente Costituzione contiene quindici Capitoli, come descritti di seguito:
- Il I capitolo contiene le disposizioni generali della nazione estone. È composto di sette articoli.
- Il II capitolo presenta i diritti del Popolo estone, le sue libertà, e i suoi doveri.
- Il III capitolo riguarda il Popolo dell'Estonia e il diritto di voto.
- Il IV capitolo tratta del Parlamento estone (Riigikogu).
- Il V capitolo riguarda il Presidente dell'Estonia, e definisce i suoi doveri, le sue responsabilità, e i suoi diritti.
- Il VII capitolo si riferisce al Governo dell'Estonia.
- L'VIII capitolo si riferisce alle risorse finanziarie e al bilancio della Repubblica dell'Estonia.
- Il IX capitolo si riferisce alle Relazioni internazionali ed ai trattati.
- Il X capitolo si riferisce alla Difesa nazionale dell'Estonia.
- L'XI capitolo descrive le funzioni ed il ruolo della Ragioneria dello Stato.
- Il XII capitolo descrive i diritti, le funzioni, e la nomina del Cancelliere della Giustizia.
- Il XIII capitolo descrive la struttura e le operazioni del sistema giudiziario e delle Corti.
- Il XIV capitolo descrive gli aspetti giurisdizionali, amministrativi e di bilancio delle amministrazioni locali dell'Estonia.
- Il XV capitolo descrive i meccanismi e le procedure relative agli emendamenti costituzionali.

## Quindicesimo anniversario della Quarta Costituzione
Per le celebrazioni del quindicesimo anniversario della Quarta Costituzione, A. Le Coq produsse una nuova marca di birra, la Pilsener Costituzionale (in estone: Põhiseaduse Pilsner), in cooperazione con il Ministero della Giustizia estone.